# 詹姆斯·梅森 (曲棍球运动员)
詹姆斯·梅森（英語：James Mason，1947年6月19日—），澳大利亚男子曲棍球运动员。他曾代表澳大利亚参加1968年和1972年夏季奥林匹克运动会曲棍球比赛，其中1968年奥运会获得一枚银牌。